# Ancien siège de L'Humanité
L'ancien siège de L'Humanité est un bâtiment construit par l'architecte brésilien Oscar Niemeyer entre 1987 et 1989 pour servir de siège social au quotidien français L'Humanité. Il est situé à Saint-Denis, dans la banlieue de Paris, face à la basilique Saint-Denis.

## Localisation
Le bâtiment est situé sur un terrain globalement triangulaire qui s'étend entre la basilique Saint-Denis et plusieurs îlots de logements sociaux de la ZAC Basilique. Il est ainsi encadré :
- au nord-est par la rue Jean-Jaurès, qui le sépare de l'îlot 4[1] ;
- au nord-ouest par le passage Pierre-Abelard, qui le sépare de l'îlot 3[1], dit Front basilique[2] ;
- au sud par la rue de Strasbourg, se prolongeant à l'ouest par l'allée des Six-Chapelles qui le sépare du jardin Pierre-de-Montreuil et de la basilique.

## Historique

### Construction

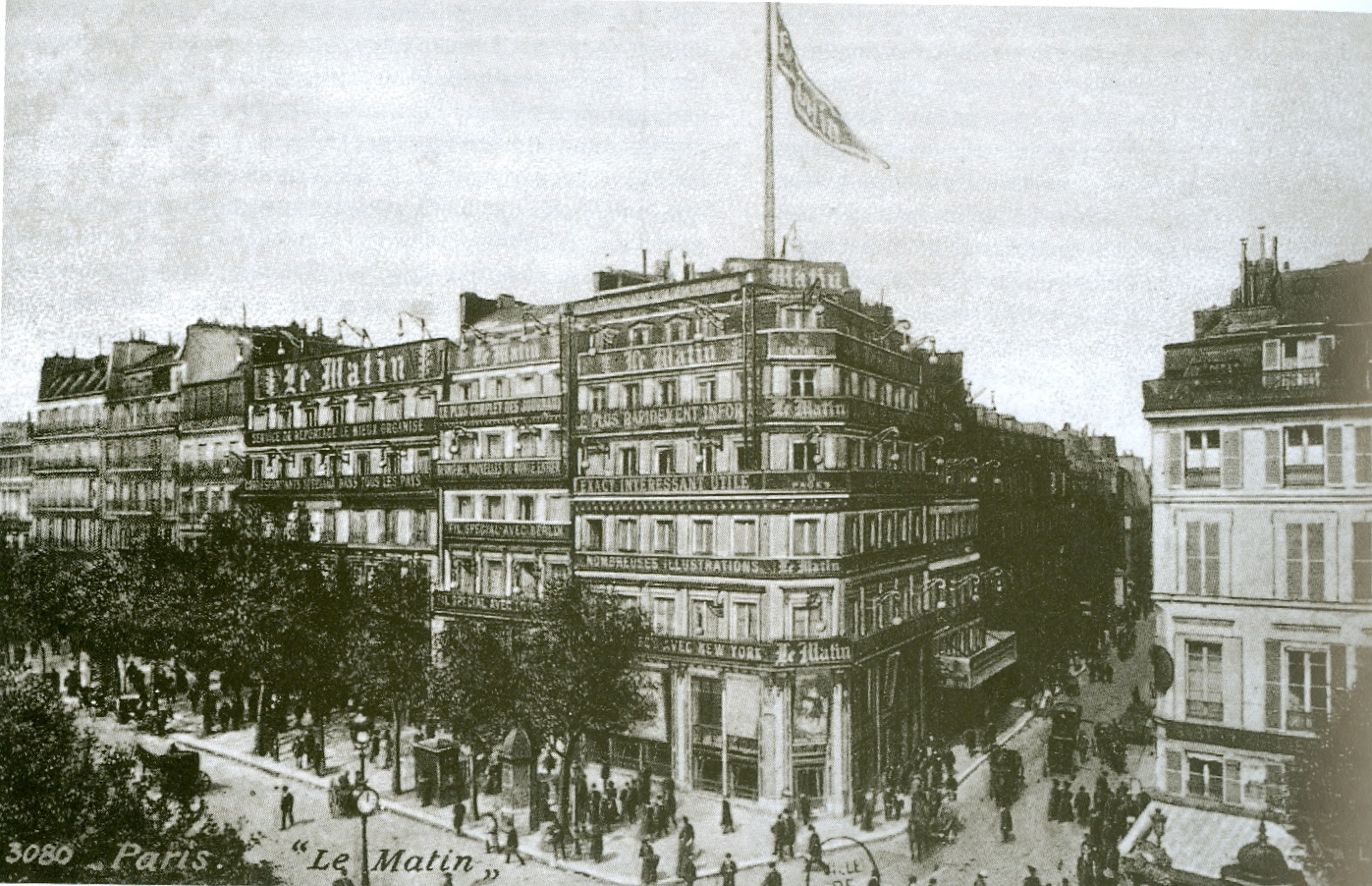
Locaux du Matin, occupés par L'Humanité entre 1956 et 1989.

En 1985, le quotidien L'Humanité est installé depuis 1956 dans les anciens locaux du Matin, à l'angle du boulevard Poissonnière et de la rue du Faubourg-Poissonnière, dans le 9e arrondissement de Paris.
Son directeur Roland Leroy souhaite déménager le journal dans un site plus adapté à ses besoins. Rapidement le choix de Saint-Denis s'impose, dans la zone opérationnelle de réhabilitation du centre ville. Mais sa localisation dans le périmètre de protection de la basilique de Saint-Denis nécessite l'aval de la Commission supérieure des monuments historiques sur le projet. Roland Leroy a alors l'idée de demander à Oscar Niemeyer de proposer un projet architectural.
En février 1987, Oscar Niemeyer envoie une esquisse. Jean-Maur Lyonnet assiste et représente Niemeyer sur le chantier.
En 1989, la construction est terminée. Le déménagement a lieu le 25 mars, et le bâtiment est inauguré le 27 avril. À cette occasion André Carrel, ancien rédacteur en chef de L'Humanité Dimanche, publie un livre de souvenirs,.
Ses façades et toitures sont inscrites aux monuments historiques par arrêté du 23 avril 2007.

### Vente
À cause de difficultés financières, L'Humanité décide de mettre en vente son siège. En novembre 2007 le directeur du journal, Patrick Le Hyaric, annonce avoir conclu pour 15 millions d'euros la vente du bâtiment à la SARL immobilière Paris Saint-Denis, un investisseur suisse.
Le journal déménage en mai 2008 pour louer Parisstade, un immeuble de bureaux situé rue Ambroise-Croizat face au Stade de France, qui accueillait auparavant les AGF.
Cependant le compromis de vente signé avec Paris Saint-Denis pour le bâtiment de Niemeyer n'aboutit pas. Finalement, l'État en devient propriétaire le 1er janvier 2010 pour la somme de 12 millions d'euros.

### Projets de réhabilitation
Le bâtiment devait devenir en 2018, après des travaux estimés à 20 millions d'euros, le nouveau siège de la sous-préfecture de l'arrondissement de Saint-Denis. La première pierre est posée le 16 avril 2015. Toutefois, cette option est abandonnée car la sous-préfecture est transférée dans les anciens locaux de la Banque de France situés rue Catulienne et plusieurs années passent avant de déterminer l'avenir du bâtiment.
Diverses options sont évoquées. Ainsi, durant la campagne pour les élections municipales de 2014, le conseiller départemental Mathieu Hanotin proposait d'y implanter une antenne de l'université Paris-VIII. En 2019, un des candidats aux élections municipales de 2020, Alexandre Aïdara (LREM), proposait d'y ouvrir une école du numérique et des métiers de l'environnement.
Le Premier ministre Jean Castex annonce en novembre 2020 que la Direccte s'installera dans le bâtiment. En juillet 2022, dans le cadre du plan France Relance, le maire de Saint-Denis, Mathieu Hanotin, et le préfet d'Île-de-France, Marc Guillaume, signent un protocole en ce sens. Ainsi, 400 agents des services de la Drieets s'y installeront d'ici 2025, tout en accordant la possibilité pour la Ville d'organiser des activités culturelles dans l'espace du hall et sur le toit-terrasse donnant sur la basilique. Le bâtiment est profondément rénové pour 40 millions d'euros et était inclus dans la démarche Saint-Denis, capitale européenne de la culture 2028.

## Architecture
Niemeyer tient compte des contraintes du site et des bâtiments environnants, se pliant notamment au gabarit de l'îlot 3 mitoyen conçu par Jacques Bardet. Il dessine un bâtiment en Y tout en courbes, offrant des vues sur la basilique.